# Río Tagil
El río Tagil o Taguil (del ruso: Река Тагил) es un río del óblast de Sverdlovsk, en Rusia. El Tagil es el afluente principal del río Turá, en el que confluye en su orilla derecha. Por lo tanto es un subafluente de la cuenca hidrográfica del río Obi, ya que el Turá desemboca en el río Tobol, y este a su vez en el Irtish, que desemboca en el Obi.

## Geografía
El Tagil mide 414 km y drena una cuenca de 10.100 km². El río nace en los montes Urales, a unos cuarenta kilómetros al norte de Pervouralsk, y en su inicio se dirige al norte. Pasa un poco al oeste de la ciudad de Nizhni Tagil, a la que le da nombre. En ese punto de su curso, se construyó un gran embalse (lago Nizhnetaguilski -Нижнетагильский Пруд) con el fin de proveer de agua a la gran ciudad industrial, que cuenta con cerca de 400.000 habitantes, además de varias industrias metalúrgicas que necesitan importantes cantidades de agua.
Después de esta ciudad el Tagil efectúa un cambio brusco de dirección hacia el este y más tarde hacia el nordeste. Acaba por desembocar en el Turá, en su orilla derecha, cerca de la localidad de Bólotovskoie. El río se hiela desde principios de noviembre a la segunda quincena de abril.

## Ciudades en su curso
- Verjni Tagil
- Nizhni Tagil

## Afluentes
- El Salda le aporta sus aguas por la orilla derecha al nivel de la pequeña localidad de Medvedevo.

## Hidrometría
El caudal del río ha sido observado durante 28 años (desde 1962 a 1989) en Trochkova, localidad situada a 80 km de la desembocadura en el Turá.
El caudal interanual medio observado en Trochkova en este período ha sido de 33,9 m³/s para una superficie de drenaje de 7,920 km² (más o menos el 78% de la cuenca hidrográfica del río). La lámina de agua caída en esta cuenca alcanzaba los 135 mm por año, por lo que puede ser considerada como bastante moderada.
Es un río que se alimenta en su parte inicial de las nieves, y posteriormente por las precipitaciones de la región, por lo que se trata de un río de régimen nivo-pluvial, y presenta globalmente dos estaciones. 
Las aguas altas se desarrollan de primavera a principios de otoño, del mes de abril al mes de octubre. Se observan dos cimas en el caudal. La primera, la más importante tiene lugar en abril y mayo y corresponde al deshielo y fusión de las nieves de su cuenca. El segundo, más débil, tiene lugar en el mes de octubre, y está ligado a las precipitaciones otoñales.
Desde el mes de noviembre, el caudal del río baja rápidamente, para llegar al período de aguas bajas, que tiene lugar de diciembre a marzo inclusive.
El caudal medio mensual observado en febrero (mínimo de estiaje) es de 9,52 m³/s, que significa el 9,5% del caudal medio del mes de abril (100 m³/s), lo que muestra la amplitud, bastante moderada para ser Siberia, de las variaciones estacionales. Durante el período de observación de 28 años el caudal mensual mínimo fue de 5,38 m³/s en enero de 1977, mientras que el máximo se elevaba a 258 m³/s en mayo de 1987.
Considerando solamente el período estival, libre de hielo (de abril a octubre inclusive), el caudal mensual medio observado ha sido de 7,88 m³/s en octubre de 1977,
| Caudal medio mensual del Tagil en la estación hidrométrica de Trochkova (Datos calculados en 28 años, 1962 a 1989, en m³/s) |
| |